# Sokoban

Решение головоломки

Sokoban, Soko-Ban (яп. 倉庫番, сокобан — кладовщик) — компьютерная игра-головоломка, в которой игроку необходимо расставить ящики по обозначенным местам лабиринта, толкая их по одному в разные стороны.
Игра Sokoban была создана в 1981 году Хироюки Имабаяси, и издана в 1982 году японской компанией Thinking Rabbit. Кроме того, компания выпустила три сиквела — Boxxle, Sokoban Perfect и Sokoban Revenge.
Игра была реализована для множества компьютерных платформ, включая практически все домашние и персональные компьютеры. Также существуют версии игры для карманных компьютеров, игровых приставок, цифровых фотоаппаратов, мобильных телефонов и телевизоров.

## В информатике
Игра представляет интерес с точки зрения вычислительной сложности. В 1995 году было доказано, что задача решения уровней Sokoban — NP-трудна, а в 1997 году было установлено, что игра Sokoban — PSPACE-полна.
Сложность решения уровней Sokoban вызвана как сильным ветвлением дерева решений (сопоставимым с шахматами), так и большой его глубиной — для решения некоторых уровней требуется больше 1000 толканий ящиков.

## Разновидности
Реверсивный режим:
Игра в обратную сторону, от решённого состояния уровня к начальному, ящики можно только тянуть за собой. Реверсивный режим может играться на уровнях обычного Sokoban и решение реверсивного режима тривиально трансформируется в решение этого же уровня для обычного режима (при условии что игрок может выбирать точку старта кладовщика для реверсивного режима, а в конце этого режима приходит в точку старта обычного режима). Таким образом, реверсивный режим может использоваться как средство решения уровня обычного Sokoban. Режим реализован в Sokoban YASC и Sokofan.
Другая решётка:
В обычном Sokoban лабиринт построен на квадратной решётке. Hexoban использует шестиугольную решётку, Trioban — треугольную.
Другие кладовщики:
В играх Multiban и Interlock игрок управляет несколькими кладовщиками.
В странах бывшего СССР игра также была известна, как KURTAN и «Мудрый крот», где кладовщиком выступал крот.
Другие цели:
Большинство вариаций связано с изменением задачи, необходимой для завершения уровня. В Block-o-Mania ящики окрашены разными цветами и задачей является установить их на квадраты соответствующих цветов. В Sokomind Plus ящики имеют уникальные номера и должны быть установлены на квадраты с соответствующими номерами. В Interlock и Sokolor ящики одного цвета должны быть размещены рядом. В CyberBox каждый уровень имеет выход и нужно добраться до него. В Beanstalk элементы уровня необходимо передвигать на цель в определённом порядке.
Другие игровые элементы:
Sokonex, Xsok, Cyberbox и Block-o-Mania добавляют новые элементы — дыры, телепорты, движущиеся блоки, односторонние проходы и т. д.
Другие действия:
В Pukoban кладовщик может не только толкать ящики, но и тянуть.

## Список релизов
В этом списке перечислены релизы Sokoban на разных платформах, либо вдохновлённые им игры.
| Год выпуска | Название                                      | Платформы | Разработчик |
| ----------- | --------------------------------------------- | --- | --- |
| 2019        | The Sokoban                                   | PS4 Nintendo Switch | Unbalance Corporation |
| 2016        | Sokoban Firststep Plus                        | PC | Thinking Rabbit |
| 2008        | Sokoban DS                                    | Nintendo DS | RTL Enterprises GmbH |
| 1999        | Sōko-ban Densetsu: Hikari to Yami no Kuni     | Game Boy Color | |
| 1999        | Sōko-ban Nanmon Shinan                        | PlayStation | |
| 1999        | Power Sokoban                                 | SNES | Atelier Double |
| 1998        | Sōko-ban Basic 2                              | PlayStation | |
| 1997        | Sōko-ban Basic                                | PlayStation | |
| 1996        | Kyūkyoku no Sōko-ban                          | PlayStation | Thinking Rabbit |
| 1993        | Soko-ban Revenge SX-68K: User no Gyakushū-Hen | Sharp X68000 | Thinking Rabbit |
| 1993        | Super Soukoban                                | SNES | Thinking Rabbit |
| 1991        | Soko-ban Revenge                              | NEC PC-9801 | Thinking Rabbit |
| 1990        | Boxyboy                                       | TurboGrafx-16 Аркадные автоматы | Media Rings Corporation Thinking Rabbit |
| 1990        | Shove It! The Warehouse Game                  | Sega Genesis | Masaya |
| 1989        | Sokoban Perfect                               | MSX Sharp X68000 FM Towns NEC PC-9801 | Thinking Rabbit |
| 1989        | Boxxle                                        | Game Boy Game Gear | Thinking Rabbit |
| 1986        | Namida no Sokoban Special                     | Famicom Disk System | Thinking Rabbit ASCII Corporation |
| 1984        | Boxxle II                                     | Game Boy NEC PC-8801 NEC PC-9801 Sharp X1 NEC PC-6001 Hitachi S1                                                                                       | Thinking Rabbit |
| 1982        | Sokoban                                       | Apple II Commodore 64 MSX TRS-80 CoCo PC Sharp X68000 NEC PC-8801 BBC Micro Sharp X1 FM-7 NEC PC-6001 Sharp MZ Sega SG-1000 Epoch Game Pocket Computer | Thinking Rabbit ASCII Entertainment Software, Inc. Sega Pony Canyon, Inc. Epoch Co., Ltd. Pack-In-Video Co., Ltd Nintendo Spectral Associates |